# Fitna (película)
Fitna (término árabe traducible como "combate entre facciones" o "guerra civil") es el título de un cortometraje documental de 17 minutos producido por el político neerlandés Geert Wilders y difundido a través del sitio LiveLeak de Internet el jueves 27 de marzo de 2008. El cortometraje intenta demostrar que el Corán motiva a los musulmanes a odiar a todo aquel que viole las enseñanzas islámicas. Con este fin, muestra una selección de suras del Corán intercaladas con escenas de noticias de televisión o recortes de periódico que muestran o describen actos de violencia y odio por parte de musulmanes.

## Internet garantiza la difusión
El cortometraje Fitna fue descargado del sitio de Internet Live Leak más de cuatro millones de veces en su versión holandesa, y más de tres millones y medio de veces en su versión inglesa, antes de que, al día siguiente de estrenarse, Live Leak decidiera retirarlo, asustados por las represalias anunciadas por organizaciones islamistas.
De cualquier modo versiones de Fitna en holandés, en inglés, con subtítulos en francés y en otras lenguas siguen disponibles desde el sábado 29 de marzo de 2008 en sitios como dailymotion, YouTube (sólo para usuarios registrados) y otros.
Dos días después, el 30 de marzo de 2008, Live Leak, una vez asegurada la seguridad de sus instalaciones y de sus trabajadores, se atrevió a volver a ofrecer Fitna, acompañándola de la siguiente nota, en la que se hace referencia a la suspensión temporal provocada por el miedo y las amenazas:

"On the 28th of March LiveLeak.com was left with no other choice but to remove the film "fitna" from our servers following serious threats to our staff and their families. Since that time we have worked constantly on upgrading all security measures thus offering better protection for our staff and families. With these measures in place we have decided to once more make this video live on our site. We will not be pressured into censoring material which is legal and within our rules. We apologise for the removal and the delay in getting it back, but when you run a website you don't consider that some people would be insecure enough to threaten our lives simply because they do not like the content of a video we neither produced nor endorsed but merely hosted".
[cita requerida]

La versión española queda disponible el 31 de marzo de 2008, gracias a «Sara S. F.», quien la tradujo "para defender su libertad de expresión", como hace figurar en los créditos al final de la película.

## Sinopsis de la películaFitna
Aunque la película Fitna se limita a ofrecer versículos del Corán en los que se alienta a la guerra santa, junto con imágenes de los ataques islamitas a la cristiandad producidos el 11S en Nueva York, el 11M en Madrid, en Londres, el miedo al fundamentalismo islámico, llevó a que tanto la ONU como en Consejo de Europa condenasen inmediatamente la difusión del cortometraje Fitna.
La película comienza con una de las famosas viñetas publicadas hace meses en Dinamarca, la que representa a Mahoma con una bomba como turbante, realizada por el danés Kurt Westergaard. Como fondo una danza árabe de Chaikovski se escucha una cerilla que enciende la mecha y el tic tac de un reloj que comienza una cuenta atrás de 15:00, el tiempo que dura la película. Al final, se repite la caricatura de Mahoma con una bomba como turbante, y el final de la cuenta atrás 0:03, 0:02, 0:01, 0:00. El terror a las represalias mahometanas ha llevado al autor de la caricatura, Kurt Westergaard, que vive escondido y con protección tras desbaratar la policía un atentado islámico para terminar con su vida, a censurar que Geert Wilders se sirva sin permiso de su caricatura: «Wilders tiene derecho a hacer su película, pero no tenía el permiso para utilizar mi dibujo. Esto no tiene nada que ver con la libertad de expresión. No aceptaré que mi caricatura sea sacada de su contexto inicial y utilizada para otro completamente diferente», afirmó Westergaard, difunde Europa Press el 28 de marzo de 2008.
La película Fitna hace un alegato a los propios musulmanes para que depuren y refinen (fitna) el Corán, arrancando las páginas que incitan a la Guerra Santa. Al final de la película se arranca una página del Corán, que simboliza aquella que contiene amenazas a los infieles y alegatos a la violencia, pero advierte que de nada sirve que alguien que no sea mahometano arranque esa página, que tienen que ser los propios islamistas quienes refinen y depuren (fitna) el Corán. (Este párrafo no es riguroso ni exacto: si bien se oye el ruido de una hoja de un libro que es arrancada, que no se ve, ésta no pertenece al Corán... y se dice explícitamente que es de una guía telefónica. Por tanto, no se puede decir: "pero advierte que de nada sirve"; pues no advierte nada; siendo los musulmanes, y no los islamistas, los que deben hacerlo, pues es absolutamente imposible que a un islamista, o incluso a cualquier otro musulmán, se le pudiera pasar por la imaginación semejante cosa).
En el alegato final de su documental Geert Wilders recuerda que en 1945 se acabó con el fascismo y en 1989 con el comunismo en Europa, y opina que se hace imprescindible, para conservar la libertad humana, detener el fundamentalismo islámico.

## Suras y aleyas que sirven de guion a la películaFitna
Las aleyas (versículos) que son mencionadas en la película Fitna, por orden de aparición, son las cinco siguientes, correspondientes a tres suras (capítulos) diferentes:
| sura (capítulo) | título del capítulo            | aleya (versículo) |
| --------------- | ------------------------------ | ----------------- |
| 8               | Al anfál ('El botín de guerra) | 60                |
| 4               | An nísa (Las mujeres)          | 56                |
| 47              | Mohamád (Mahoma)               | 4                 |
| 4               | An nísa (Las mujeres)          | 89                |
| 8               | Al anfál (El botín de guerra)  | 39                |

Sura 8, aleya 60: «¡Preparad contra ellos toda la fuerza, toda la caballería que podáis para amedrentar al enemigo de Dios y vuestro y a otros fuera de ellos, que no conocéis pero que Dios conoce! Cualquier cosa que gastéis por la causa de Dios os será devuelta, sin que seáis tratados injustamente.»
Sura 4, aleya 56: «A quienes no crean en Nuestros signos les arrojaremos a un Fuego. Siempre que se les consuma la piel, se la repondremos, para que gusten el castigo. Dios es poderoso, sabio.»
Sura 47, aleya 4: «Cuando sostengáis, pues, un encuentro con los infieles, golpeadlos en la nuca; y una vez los hayáis dejado fuera de combate, apretad las ligaduras y luego devolvedles la libertad con benevolencia o mediante rescate, para que cese la guerra. Es así como debéis hacer. Si Dios quisiera, se defendería de ellos, pero quiere probaros a unos por medio de otros. No dejará que se pierdan las obras de los que hayan caído por Dios.»
Sura 4, aleya 89: «Querrían que, como ellos, no creyerais, para ser iguales que ellos. No hagáis, pues, amigos entre ellos hasta que hayan emigrado por Dios. Y si se desentienden, apoderaos de ellos y matadles donde les encontréis. No aceptéis su amistad ni auxilio,»
Sura 8, aleya 39: «Combatid contra ellos hasta que dejen de induciros a apostatar y se rinda todo el culto a Dios. Si cesan, Dios ve bien lo que hacen.»

## Condenas a nivel mundial

### Delegación holandesa en Egipto para mediar por la crisis de la películaFitna
«Una delegación cristiano-musulmana holandesa ha llegado hoy a Egipto para mediar ante las autoridades religiosas egipcias en la última crisis abierta por la próxima difusión de 'Fitna', la película del parlamentario Geert Wilders sobre el islam. Según dijo a Efe Kees Hulsman, director de un centro de diálogo entre cristianismo e islam, que ha coordinado la agenda de contactos, la delegación se reunió esta misma mañana con el jeque Mohamed Sayed Tantawi, gran Imam de la mezquita de Al Azhar, considerada la institución suní más respetada del mundo. El mensaje que trae la delegación contiene tres ideas principales: el respeto que la mayoría de holandeses profesa por las creencias y las religiones, la condena a los intentos de insultar estas creencias y la afirmación de que la ley holandesa impide prohibir una película por provocadora u ofensiva que sea. Fuentes de la Embajada holandesa dijeron por su parte que se trata de 'una iniciativa ciudadana sin ningún carácter oficial' porque así lo han querido sus organizadores, aunque añadieron que 'es una iniciativa excelente a la que damos la bienvenida'. La delegación ofrecerá mañana una rueda de prensa para explicar el resultado de sus gestiones, y pasado mañana se reunirá con estudiantes de la Universidad de El Cairo, centro donde los movimientos islamistas son muy fuertes. La delegación está encabezada por el secretario general de las Iglesias Protestantes de Holanda, e incluye representantes del Comité de Contacto entre los musulmanes y el gobierno holandés y el Consejo de Iglesias holandesas. El cortometraje de Wilders, que presenta al Corán como un libro que incita a la violencia, ha generado polémica antes de su difusión, con amenazas de represalias por parte de extremistas islamistas y preocupación de las autoridades holandesas por las posibles consecuencias. Ante el rechazo de las televisiones holandesas a aceptar las condiciones de Wilders para emitir 'Fitna' (caos o enfrentamiento, en árabe), el diputado del Partido de la Libertad, que cuenta con 9 de los 150 de la Cámara holandesa, anunció que la estrenaría en una página web a finales de este mes. Sin embargo, la compañía estadounidense que aloja la web donde Wilders pensaba estrenar la película la bloqueó hace dos días, y no queda claro cuál puede ser ahora el próximo paso del polémico diputado.» (Agencia Efe, 25 de marzo de 2008)

### Ban Ki-moon, Secretario General de la ONU, condena la películaFitna
«El secretario general de la ONU, Ban Ki-moon, condenó ayer con firmeza el cortometraje difundido a través de Internet por el parlamentario holandés Geert Wilders y en el que se hace una encendida crítica al Corán. La portavoz de la ONU, Michele Montás, dijo que Ban considera «ofensiva» la cinta titulada 'Fitna' y aseguró que en este caso «el asunto en juego no es la libertad de expresión». La portavoz señaló que Ban Ki-mon reconoce las gestiones del Gobierno holandés para detener la difusión del cortometraje y apela a los «comprensiblemente ofendidos» a que mantengan la calma. También resaltó el papel de Naciones Unidas como «centro mundial de los esfuerzos por alcanzar el respeto mutuo entre las comunidades del mundo, entendimiento y diálogo». La condena del máximo responsable de Naciones Unidas se suma a la de su alto representante para la Alianza de Civilizaciones, Jorge Sampaio, que calificó el filme de Wilders de«insultante y difamatorio». Sampaio consideró en una declaración escrita que su difusión «parece ser un deliberada incitación a la discriminación, la violencia y el odio». «Este filme ofensivo añade tensión a las relaciones entre los países de mayoría musulmana y Occidente, y fortalece el victimismo de aquellos que ven a Europa u Occidente como un todo que es irremediablemente hostil al islam», defendió.» (Agencia EFE, noticia publicada en distintos medios en español el 29 de marzo de 2008.)

### El Consejo de Europa condena el cortometrajeFitna
«Los miembros del Consejo de Europa también han denunciado hoy el documental de Wilders, que han calificado como una "manipulación que explota la ignorancia, el prejuicio y el miedo" y "hace el juego a extremistas" a los que da un papel "tan prominente" en la cinta. La película "indignará a la gran mayoría" de los musulmanes en Europa que "rechazan la violencia y aceptan nuestros valores comunes", han afirmado en un comunicado el secretario general del Consejo de Europa, Terry Davis, y su adjunta, la holandesa Maud de Boer-Buquicchio. Como responsables del Consejo de Europa, que es "el guardián del Convenio Europeo de Derechos Humanos", "defendemos la libertad de expresión, pero en este caso lo hacemos con decepción y preocupación", han recalcado. "Es un día triste para la democracia europea cuando los principios más fundamentales sobre los que se ha construido se utilizan para propagar estereotipos intolerantes y profundamente ofensivos", han concluido.» (El Periódico, 28 de marzo de 2008)

### Rusia condena la películaFitnapor provocadora
«Rusia condenó como una provocación el filme contra el Islám Fitna, producido y difundido por el diputado holandés de extrema derecha Geert Wilders, informó la agencia Interfax citando la cancillería. "Rusia sostiene invariablemente el diálogo entre civismo, el mutuo respeto y la consideración de las tradiciones y las costumbres de varias religiones, y condena firmemente el filme como una provocación que puede tener consecuencias negativas, parecidas a las de las viñetas sobre el profeta Mahoma publicados por cierta prensa europea", declaró el ministerio.» (Agencia Ansa)

### La Asamblea Euromediterránea condena la películaFitna
«La Asamblea Parlamentaria Euromediterránea (APEM) condenó hoy el cortometraje 'Fitna', del político holandés Geert Wilders, por confundir el terrorismo y el credo musulmán. 'Condenamos la confusión entre el terrorismo y el islam y expresamos nuestro pesar por las ofensas y las campañas de difamación injustificadas contra el islam, en especial en referencia a la producción de una película en Holanda, cuyo contenido ha sido condenado como ofensivo contra el mundo islámico', se lee en la declaración final de la asamblea. Los participantes expresaron su compromiso con 'la libertad de expresión, reconociendo que el progreso social y el desarrollo depende de la oportunidad de recibir y difundir información e ideas'. Agregaron que esos derechos fundamentales 'permiten y alientan el diálogo entre las civilizaciones y religiones, y, por consiguiente, cualquier ataque blasfemo o discurso que promocione el odio debe de ser prohibidos', indica la declaración.» (Agencia EFE)

## Condenas a la películaFitnadesde ámbitos islámicos

### La Organización de la Conferencia Islámica condena la películaFitna
«La Organización de la Conferencia Islámica (OIC, por sus siglas en inglés) condenó de forma rotunda la difusión del polémico filme anti Islam 'Fitna' (disputa o enfrentamiento) del diputado holandés Geert Wilders, sumándose así a las crecientes críticas que en las últimas semanas solicitaban su retirada del mercado, según informó la agencia 'IRNA'. El secretario general de la OIC, Ekmeleddin Ihsanoglu, condenó de forma enérgica la difusión de 'Fitna', ya que, según la organización, difama y calumnia "el sagrado Corán e insulta los sentimientos de más de mil millones de musulmanes de todo el mundo". "La película es un acto deliberado de discriminación contra los musulmanes, con el objetivo de provocar tensión e intolerancia", añadió la organización, compuesta por 57 estados lo que la convierte en la segunda organización inter gubernamental más grande después de las Naciones Unidas.» (Agencia Europa Press)

### El Gobierno de Jordania condena la películaFitna
«El Gobierno de Jordania condenó hoy la difusión de la película 'Fitna' del parlamentario holandés Geert Wilders, considerada ofensiva para el Islam y los musulmanes, informó la agencia oficial jordana de noticias Petra. 'Nosotros respetamos los tratados internacionales que garantizan la libertad de creencia y expresión, pero lo que ha sucedido aquí es un abuso de la libertad que ofende las religiones', declaró el ministro de Información y Comunicaciones jordano, Naser Yauda, citado por la agencia. En ese sentido, el responsable jordano subrayó que la difusión del filme pretende 'sembrar las semillas del odio y el rencor, por lo que es algo repudiable y condenable'. Asimismo, recordó que el Pacto Internacional de Derechos Humanos y Civiles de 1966 estipula que la libertad de expresión y de opinión esta regulada por normas y deberes que prohíben ultrajar las religiones y dignidades de las personas. Además, el ministro valoró la condena mostrada por el Gobierno holandés hacia 'esa película perjudicial y deshonrosa'. Por otra parte, Yaudar se mostró partidario de que 'se tiendan puentes de confianza y respeto entre el mundo islámico y Occidente para evitar ser arrastrados detrás de quienes instigan al odio, la animadversión religiosa, y lucha de culturas y civilizaciones'. Ayer, unos 53 diputados de la cámara baja del parlamento jordano firmaron una propuesta para pedir al Gobierno que rompa sus lazos diplomáticos con Holanda, tras la difusión de la película.» (Agencia Efe)

## Condenas a la películaFitnadesde ámbitos judíos

### El Gran Rabino de Rusia condena la difusión de la películaFitna
«Birel Lazar, el Gran Rabino de Rusia, se unió a la condena contra la difusión de una película antiislámica “insultante” y pidió que se “procese y castigue” al productor, el diputado holandés de ultraderecha Geers Wilders. Lazar solicitó que se impida la difusión de “Fitna”, palabra que significa discordia, según informó la agencia de noticias iraní IRNA.
La cinta de 15 minutos fue emitida por Internet en Inglaterra el jueves pasado a pesar de las protestas y la oposición de la comunidad internacional. Sin embargo, el sitio www.liveleak.com retiró hoy el cortometraje. “Este político holandés se propone con este filme acusar al Islam de promover el terror, pero esto es un insulto a todas las religiones”, expresó el religioso judío.» (Agencia Judía de Noticias AJN)